# Tracul unui actor
Tracul unui actor (titlul original: în germană Lampenfieber) este un film dramatic vest-german, realizat în 1960 de regizorul Kurt Hoffmann, protagoniști fiind actorii Dunja Movar, Bernhard Wicki, Antje Weisgerber și Gustav Knuth.
Accentul este pus pe o școală de actorie din München ai cărei elevi se confruntă cu seriozitatea industriei actoriei.

## Rezumat
Tracul unui actor este titlul acestui lungmetraj, aceasta fiind și emoția protagoniștilor în jurul căruia se învârte intriga filmului: tinerii studenți la actorie la o fabrică de talente din München își trăiesc visul de a deveni actori. Problemele mici și mai mari pentru actorii tineri sunt caracterizate de actori mai mult sau mai puțin talentați. De exemplu, Evelyne impresionează prin încrederea ei pronunțată în sine, în timp ce Gitta, care la prima vedere pare destul de discretă, este capabilă să iasă în evidență prin adevăratul ei talent.
Mica lume ideală, este zguduită când se dovedește că nu există întotdeauna pace și unitate între tinerii actori. Afectată de dificultăți financiare, tânăra talentată Gitta începe să se angajeze pe timp de noapte, inofensiv, dar profitabil, cu jumătate de normă...

## Distribuție
- Dunja Movar – Gitta Crusius
- Bernhard Wicki – directorul Hans Rohrbach
- Antje Weisgerber – Elsa Kaiser
- Gustav Knuth – dl. Seipel
- Anne Kersten – dna. Wehrhahn
- Henry Vahl – dl. Körner
- Eva Vaitl – dna. Seipel
- Elke Sommer – Evelyne
- Claus Wilcke – Bastian
- Corinna Genest – Katja
- Gitty Daruga – Elisabeth
- Dieter Klein – Caspar Härtel
- Michael Hinz – Peter Hagen
- Inken Deter – Grete Seipel
- Helmut Förnbacher – Thomas Crusius
- Erna Sellmer – dna. Hochgesell
- Dieter Hildebrandt – Atze Müller
- Robert Graf – actorul de televiziune
- Ina Peters – actrița de televiziune
- Peter Kors – primul actor în Kernstadt
- Peter Paul – al doilea actor în Kernstadt
- Werner Schwuchow – al ttreilea actor în Kernstadt
- Minna Späth – actrița în Kernstadt
- Peter Striebeck – un student la actorie
- Klaus Dahlen – un student la actorie
- Hartmut Hinrichs – un student la actorie
- Hans Schweikart – intendentul
- Johanna von Koczian – el însuși
- Hannes Messemer – el însuși
- Eva Maria Meineke – ea însuși
- Rosel Schäfer – ea însuși
- Annemarie Wernicke – ea însuși
- Margarete Haagen – ea însuși
- Veronika Fitz – ea însuși
- Hans Clarin – el însuși
- Erwin Faber – el însuși
- Paul Bürks – el însuși
- Harry Hertzsch – el însuși